# Zabawna buzia
Zabawna buzia – amerykański film z 1957 roku, w reżyserii Stanleya Donena. W rolach głównych wystąpili Audrey Hepburn i Fred Astaire. 
Film otrzymał 4 nominacje do Oscarów w kategoriach: scenografia, kostiumy, zdjęcia oraz oryginalne materiały do scenariusza i scenariusz. Produkcję kręcono w Coye-la-Forêt, Wersalu, Chantilly, Orly i Paryżu (Francja) oraz Los Angeles i Nowym Jorku (USA).

## Fabuła
Jest to komedia o pięknej i mądrej dziewczynie pracującej w księgarni i odkrywcy jej urody, pewnym siebie fotografiku mody, który próbuje ze zwykłej dziewczyny zrobić modelkę.

## Obsada
- Audrey Hepburn jako Jo Stockton
- Fred Astaire jako Dick Avery
- Kay Thompson jako Maggie Prescott
- Michel Auclair jako Profesor Emile Flostre
- Robert Flemyng jako Paul Duval